# 実田村
実田村（さねだむら）は、愛知県中島郡にかつてあった村。
現在の稲沢市の南部（南麻績町・氷室町・坂田町・今村町・目比町など）に該当する。

## 歴史
- 1889年（明治22年）10月1日 - 南麻績村、氷室村、坂田村、今村、目比（むくい）村が合併し発足。
- 1906年（明治39年）5月10日 - 吉田村、豊田村、三宅村、及び大江村の一部、井長谷村の一部と合併し、千代田村発足。実田村は廃止。